# Susana March
Susana March Alcalá (Barcelona, 28 de enero de 1915 - ibidem, 21 de diciembre de 1990) fue una popular escritora española principalmente de poesía y novelas rosas. En colaboración con su marido el escritor Ricardo Fernández de la Reguera, escribió los Episodios nacionales contemporáneos. Su hermana fue la también escritora Teresa March.

## Vida
Susana March Alcalá nació el 28 de enero de 1915 en Barcelona, Cataluña, España, hija de Esteban March Gispert, administrador de fincas, y Genoveva Alcalá Domeque, maestra retirada. Tres de sus hermanos fallecieron prematuramente.
Desde muy joven se dedicó a la poesía, la que consideraba su verdadera vocación. En 1932, con solo 17 años publicó sus primeros poemas en el diario Las Noticias.
Su primer libro de poemas Rutas fue publicado en 1938. Está compuesto por una gran variedad métrica. En él ya se perfilan los temas centrales de su poesía: el  envejecimiento, la visión  de  la  vida como ruta, la presencia de la muerte y la autobiografía.

"Todos mis libros han sido escritos con el mismo amor y la misma sinceridad. Pero quizás ninguno tanto como Rutas, con el que hice mi primera salida al campo de las Letras en aquel ya lejano año de 1938, en plena guerra civil. Aun siendo el más imperfecto, es para mí el más conmovedor, porque siempre que lo abro me encaro con aquella muchachita de catorce, dieciséis, de dieciocho años que yo fui."
Susana March

En 1940, contrajo matrimonio con Ricardo Fernández de la Reguera, y su novela El tesoro escondido, fue la ganadora del Certamen Literario de la Federación de Cajas de Ahorros Catalano-Balear. Bajo el seudónimo de Amanda Roma, publicó novelas rosas para la revista colombiana Cromos. Especialmente popular fue su novela Algo muere cada día, ambientada en la guerra civil española, que fue traducida a varios idiomas.
En un programa  de  radio, “Hablan los escritores”,  “Radio-Miramar”, 13 de diciembre de 1955, explicó su dedicación a las novelas rosas.

"Me decidí a escribir literatura del género “rosa” para equilibrar mi presupuesto económico de joven recién casada en los duros tiempos de posguerra española."
Susana March

Logró su consagración definitiva en la poesía en 1946 al ser publicada Ardiente voz. Los principales temas de su poesía son un canto al deseo y una llamada al varón para que la complemente. Se apartó de este tema en su obra Esta mujer que soy de 1959 en la que critica a la burguesía de su época.
Junto a su marido, desde 1962, realizó la labor de continuar los episodios nacionales de Benito Pérez Galdós, publicando los Episodios Nacionales Contemporáneos. Este trabajo le hizo abandonar la poesía.
Su obra ha sido traducida al árabe por el escritor Mohamed Choukri.
En 1986 recibió el premio Angaro de Poesía.
Falleció el 21 de diciembre de 1990 en Barcelona.

## Obra
Su obra poética se puede dividir en dos periodos que abarcan dos décadas de producción, una para cada etapa: una primera poesía que se puede denominar “Poesía temprana” y un segundo momento de “Poesía de madurez”. En su poesía temprana se incluyen los tres primeros poemarios: Rutas (1938), Poemas de la Plaza Real (1987) y Ardiente Voz (1948). Este último poemario ya es precursor de su obra de mayor calidad con un verso libre, una voz poética cada vez más desgarrada y un lenguaje sencillo y cercano.

## Obras

### Poesía
- Rutas (1938),
- La pasión desvelada (1946)
- Ardiente voz (1946)
- Polvo en la tierra (1949) poema narrativo que ganó un accésit en el Premio de Poesía Boscán.[1]
- El viento (1951)
- La tristeza (1953) accésit del Premio Adonáis,[6]
- Esta mujer que soy (1959)
- Los poemas del hijo (1970)
- Poemas de la Plaza Real publicado en 1987, aunque escrito  cuando la autora tenía entre veinticinco y treinta años.[5]

### Novela
- El tesoro escondido (1940)
- El velero cautivo (1941)
- Una alondra en la casa (1943)
- Nido de vencejos (1943)
- Canto rodado (1944)
- La otra Isabel (1944)
- Cumbre solitaria (1945)
- Nina (1949) finalista del Premio de Novela Ciudad de Barcelona.[1]
- Algo muere cada día (1955)
- Cosas que pasan (1983)

### Episodios nacionales contemporáneos(1963-1972)
En colaboración con su marido Ricardo Fernández de la Reguera
1. Héroes de Cuba (1963)
2. Héroes de Filipinas (1963)
3. Fin de una regencia (1964)
4. La boda de Alfonso XIII (1965)
5. La semana trágica (1966)
6. España neutral (1914–1918) (1967)
7. El desastre de Annual (1969)
8. La dictadura I. El directorio militar (1923–1925) (1969)
9. La dictadura II. El régimen civil (1926–1930) (1971)
10. La caída de un rey (1972)
11. La República I (1979)
12. La República II (1988)